# Evropská celní unie

Evropská celní unie

Evropská celní unie je dohoda, která platí mezi státy Evropské unie (respektive původně Evropského hospodářského společenství) od roku 1968. Jde o druhý stupeň ekonomické integrace, který navázal na stupeň první (zóna volného obchodu), a na nějž navazuje stupeň třetí - společný trh. Potenciálním čtvrtým stupněm ekonomické integrace je měnová a bankovní unie. Naplňování těchto cílů vyplývá z tzv. čtyř svobod Evropského jednotného trhu ve Smlouvě o Evropského hospodářském společenství z roku 1958 (volný pohyb zboží, osob, služeb a kapitálu).
Ustavením celní unie mezi sebou státy Evropské unie odstranily celní poplatky a dohodly se na společném celním sazebníku vůči dalším zemím. Clo se dále vybírá na vnějších hranicích Evropské unie a směřuje do společného rozpočtu EU. Tvoří tedy jeden z mála tzv. vlastních zdrojů rozpočtu EU, kdy zdrojem nejsou členské státy. Například v roce 2013 clo představovalo 11 % rozpočtu EU (15,3 miliardy eur). Se vstupem do Evropské unie v roce 2004 se členem Evropské celní unie automaticky stala i Česká republika.
Členy Evropské celní unie jsou kromě států Evropské unie také Monako a britské území Akrotiri a Dekelia na Kypru. De facto jsou členy také Turecko, San Marino a Andorra, které se účastní celní unie na základě samostatných mezinárodních smluv s Evropskou unií (přičemž ve smlouvě s Andorrou a Tureckem je uvedeno, že se pro tyto státy celní unie nevztahuje na zemědělskou produkci). Některé části členských států Evropské unie naopak v Evropské celní unii nejsou, konkrétně německý ostrov Helgoland, německá obec Büsingen am Hochrhein (která je součástí švýcarského celního prostoru), italské město Livigno a španělská města Ceuta a Melilla (ležící na africkém pobřeží).